# Циклін-залежна кіназа 6
CDK6 (англ. Cyclin dependent kinase 6) – білок, який кодується однойменним геном, розташованим у людей на короткому плечі 7-ї хромосоми. Довжина поліпептидного ланцюга білка становить 326 амінокислот, а молекулярна маса — 36 938.
| 10         |  | 20         |  | 30         |  | 40         |  | 50         |
| ---------- |  | ---------- |  | ---------- |  | ---------- |  | ---------- |
| MEKDGLCRAD |  | QQYECVAEIG |  | EGAYGKVFKA |  | RDLKNGGRFV |  | ALKRVRVQTG |
| EEGMPLSTIR |  | EVAVLRHLET |  | FEHPNVVRLF |  | DVCTVSRTDR |  | ETKLTLVFEH |
| VDQDLTTYLD |  | KVPEPGVPTE |  | TIKDMMFQLL |  | RGLDFLHSHR |  | VVHRDLKPQN |
| ILVTSSGQIK |  | LADFGLARIY |  | SFQMALTSVV |  | VTLWYRAPEV |  | LLQSSYATPV |
| DLWSVGCIFA |  | EMFRRKPLFR |  | GSSDVDQLGK |  | ILDVIGLPGE |  | EDWPRDVALP |
| RQAFHSKSAQ |  | PIEKFVTDID |  | ELGKDLLLKC |  | LTFNPAKRIS |  | AYSALSHPYF |
| QDLERCKENL |  | DSHLPPSQNT |  | SELNTA     |  |            |  |            |

A: Аланін

C: Цистеїн

D: Аспарагінова кислота

E: Глутамінова кислота

F: Фенілаланін

G: Гліцин

H: Гістидин

I: Ізолейцин

K: Лізин

L: Лейцин

M: Метіонін

N: Аспарагін

P: Пролін

Q: Глутамін

R: Аргінін

S: Серин

T: Треонін

V: Валін

W: Триптофан

Кодований геном білок за функціями належить до трансфераз, кіназ, серин/треонінових протеїнкіназ, фосфопротеїнів. 
Задіяний у таких біологічних процесах, як клітинний цикл, поділ клітини, диференціація клітин, ацетилювання. 
Білок має сайт для зв'язування з АТФ, нуклеотидами. 
Локалізований у цитоплазмі, цитоскелеті, ядрі, клітинних відростках.